# Syspasis mirigemina
Syspasis mirigemina är en stekelart som beskrevs av Heinrich 1968. Syspasis mirigemina ingår i släktet Syspasis och familjen brokparasitsteklar. Inga underarter finns listade i Catalogue of Life.